# 鶯歌街
鶯歌街為臺灣日治時期1940年6月至1945年10月間存在之行政區，其原為1920年10月成立的鶯歌庄，轄屬台北州海山郡。今新北市鶯歌區及樹林區。

## 行政區劃
鶯歌街在清治時期及日治時期初期原屬海山堡之街庄，在1896年由臺北縣直轄，在1897年8月隸屬臺北縣三角湧辨務署，同年9月24日劃設第6、7、9、10、12、13區；1899年10月，整併為第6、7、9區。1900年，三角湧辨務署廢止並改為大嵙崁辨務署。1901年11月11日，台灣的行政區改為二十廳，鶯歌地區隸屬桃仔園廳三角湧支廳，此時劃分為第30、31、33區。1903年1月1日，桃仔園廳實行的街庄整併，鶯歌地區包含：橋仔頭庄、二甲九庄、尖山庄、大湖庄、鶯歌石庄、南靖厝庄、樟樹窟庄、阿南坑庄、石灰坑庄、崙仔庄、山仔脚庄、陂內坑庄、獇仔藔庄、三角埔庄、圳岸脚庄、潭底庄、彭福庄、三塊厝庄、石頭溪庄、桃仔脚庄、溪墘厝庄，並整併為第16、17、19區。1905年7月1日，改為鶯歌石區、樹林區。
1920年10月1日，原堡里之行政區廢除，街庄改為大字，且「鶯歌石」改稱「鶯歌」；前述21庄合併為臺北州海山郡「鶯歌庄」，轄域內分為鶯歌、橋子頭、二甲九、尖山、大湖、南靖厝、阿南坑、彭福、崙子、圳岸脚、三角埔、猐子寮、潭底、坡內坑、山子脚、石灰坑、三塊厝、石頭溪、桃子脚、溪墘厝、樟樹窟21個大字。鶯歌街雖以鶯歌為名，但街役場設於彭福大字下的樹林小字。
- 鶯歌大字下有「鶯歌」、「牛灶坑」小字名
- 尖山大字下有「尖山」、「尖山埔」小字名
- 大湖大字下有「大湖」、「圳子頭坑」、「大竹圍」、「樟普坑」、「中坑」、「崁脚」、「三界公坑」小字名
- 阿南坑大字下有「阿南坑」、「阿四坑」、「茶山」小字名
- 彭福大字下有「樹林」、「彭厝」、「後村」、「大平橋」小字名
- 山子脚大字下有「山子脚」、「橫坑子」、「大高坑」、「中坑」、「蓋淡坑」小字名
- 石灰坑大字下有「上斗門頭」、「風爐坑」、「石灰坑」、「下斗門頭」小字名
- 石頭溪大字下有「田尾」、「上石頭溪」、「下石頭溪」、「柑園」小字名
- 溪墘厝大字下有「柑園」、「溪墘厝」小字名[4]

1940年6月17日，鶯歌庄升格為「鶯歌街」。二戰後，鶯歌街在1946年改為臺北縣海山區「鶯歌鎮」；同年8月1日，鶯歌、橋子頭、二甲九、尖山、大湖、南靖厝、阿南坑組成鶯歌鎮，其餘14個大字獨立組成「樹林鎮」（今樹林區）。2010年，鶯歌、樹林均改制為市轄區。
| 1901年 | 1901年                                         | 1905年   | 1905年   | 1920年-1940年 | 1920年-1940年 | 1946年 |
| 區     | 街庄                                           | 區       | 街庄     | 街庄          | 大字          | 鄉鎮   |
| ------ | ---------------------------------------------- | -------- | -------- | ------------- | ------------- | ------ |
| 第30區 | 鶯歌石庄、南靖厝庄                             | 鶯歌石區 | 鶯歌石庄 | 鶯歌庄        | 鶯歌          | 鶯歌鎮 |
| 第30區 | 橋仔頭庄                                       | 鶯歌石區 | 橋仔頭庄 | 鶯歌庄        | 橋子頭        | 鶯歌鎮 |
| 第30區 | 二甲九庄                                       | 鶯歌石區 | 二甲九庄 | 鶯歌庄        | 二甲九        | 鶯歌鎮 |
| 第30區 | 尖山庄、尖山埔庄                               | 鶯歌石區 | 尖山庄   | 鶯歌庄        | 尖山          | 鶯歌鎮 |
| 第30區 | 大湖庄、鶯歌石庄                               | 鶯歌石區 | 大湖庄   | 鶯歌庄        | 大湖          | 鶯歌鎮 |
| 第30區 | 南靖厝庄                                       | 鶯歌石區 | 南靖厝庄 | 鶯歌庄        | 南靖厝        | 鶯歌鎮 |
| 第31區 | 阿南坑庄、阿四坑庄、茶山庄                     | 鶯歌石區 | 阿南坑庄 | 鶯歌庄        | 阿南坑        | 鶯歌鎮 |
| 第31區 | 樟樹窟庄                                       | 鶯歌石區 | 樟樹窟庄 | 鶯歌庄        | 樟樹窟        | 樹林鎮 |
| 第31區 | 崙仔庄                                         | 樹林區   | 崙仔庄   | 鶯歌庄        | 崙子          | 樹林鎮 |
| 第31區 | 石灰坑庄、斗門頭庄                             | 樹林區   | 石灰坑庄 | 鶯歌庄        | 石灰坑        | 樹林鎮 |
| 第31區 | 三塊厝庄                                       | 樹林區   | 三塊厝庄 | 鶯歌庄        | 三塊厝        | 樹林鎮 |
| 第33區 | 彭福庄、後村庄、大平橋庄、樹林街               | 樹林區   | 彭福庄   | 鶯歌庄        | 彭福          | 樹林鎮 |
| 第33區 | 圳岸腳庄                                       | 樹林區   | 圳岸脚庄 | 鶯歌庄        | 圳岸脚        | 樹林鎮 |
| 第33區 | 三角埔庄                                       | 樹林區   | 三角埔庄 | 鶯歌庄        | 三角埔        | 樹林鎮 |
| 第33區 | 獇仔藔庄                                       | 樹林區   | 獇仔藔庄 | 鶯歌庄        | 猐子寮        | 樹林鎮 |
| 第33區 | 潭底庄                                         | 樹林區   | 潭底庄   | 鶯歌庄        | 潭底          | 樹林鎮 |
| 第33區 | 陂內坑庄                                       | 樹林區   | 陂內坑庄 | 鶯歌庄        | 坡內坑        | 樹林鎮 |
| 第33區 | 橫坑仔庄、大高坑庄、蓋談坑庄、中坑庄、山仔腳庄 | 樹林區   | 山仔脚庄 | 鶯歌庄        | 山子脚        | 樹林鎮 |
| 第31區 | 桃仔腳庄                                       | 三角湧區 | 桃仔脚庄 | 鶯歌庄        | 桃子脚        | 樹林鎮 |
| 第31區 | 溪墘厝庄、柑園街                               | 三角湧區 | 溪墘厝庄 | 鶯歌庄        | 溪墘厝        | 樹林鎮 |

## 街庄長
- 黃純青：1920年10月1日至1929年1月11日（原任樹林區長）
- 陳阿玉：1929年1月12日至1933年1月11日（曾任三角湧公學校雇）
- 今澤正秋：1933年1月12日至1937（曾任臺北南警察署地方警視、臺東廳臺東支廳警視）
- 蔀辰太郎：1937年至1945年（原任文山郡役所庶務課屬）[1][5]

## 交通
- 鶯歌驛
- 山子腳驛
- 樹林驛

## 設施
- 鶯歌街役場
- 鶯歌郵便局
- 專賣局樹林酒工場（位於今大同科技園區）
- 鶯歌公會堂
- 鶯歌庄保甲會議所
- 鶯歌庄保甲聯合會俱樂部
- 樹林警察官吏派出所
- 鶯歌警察官吏派出所
- 柑園警察官吏派出所
- 大湖警察官吏派出所
- 山子脚警察官吏派出所
- 樹林公學校→樹林國民學校（今樹林國小）
- 山子腳公學校→山子腳國民學校（今山佳國小）
- 柑園公學校→柑園國民學校（今柑園國小）
- 尖山公學校→鶯歌國民學校（今鶯歌國小）
- 尖山公學校大湖分教場→大湖國民學校（今中湖國小）[1]

## 名勝舊跡
- 鶯歌石
- 尖山
- 故久邇宮邦彥王殿下記念碑：1992年設立在尖山公學校內
- 沼市郎彥先生記念碑：1932年設立在尖山公學校內，沼市郎彥為此校首任校長
- 聖蹟亭[1]